# Kemono

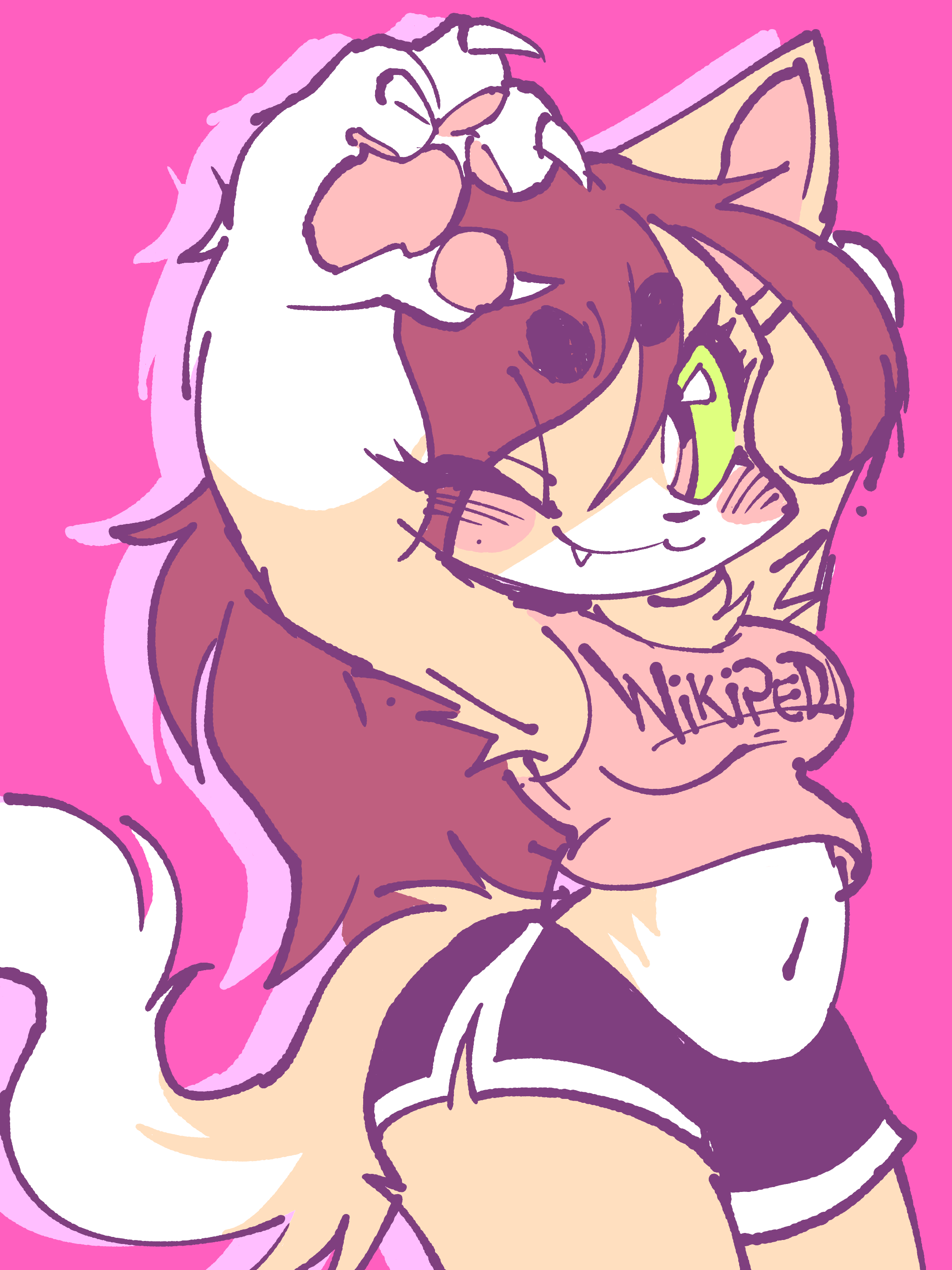
Exemplo de arte Kemono.

Kemono (Japonês 獣 ou けもの "fera") é uma subcultura japonesa sobre focada em personagens animais ficcionais que apresentam características antropomórficas, É amplamente usado nas artes visuais, podendo ser encontrado em uma variedade de mangás, animes, e jogos eletrônicos. 
Esses personagens antropomórficos kemono são também chamados frequentemente de Jūjin (Japonês: 獣人 lit."teriantrópico").
Há interseção entre o fandom japonês de kemono e o furry fandom ocidental.

## Definição
Nas subculturas japonesas, especialmente no contexto da cultura otaku, é recorrente a criação de personagens humanos que apresentam características de animais, como orelhas e caudas, um fenômeno frequentemente denominado "nekomimi". No entanto, o conceito de kemono se distingue dos nekomimis pela presença de características mais pronunciadas de animais, como focinhos no rosto e pelos não-humanoides.

## Cultura
Alguns eventos mais populares de kemonā incluem o Kemoket, que foi realizado pela primeira vez em 2012. Quanto aos eventos relacionados a fursuits, o Transfur é organizado desde 2005 sob o título de "primeiro evento Transfur no Japão", e seu sucessor, o Kemocon, opera dês de 2007.